# Pierre Allegre
Pierre Allegre (i försvenskad stavning Peter Aleger), född i Frankrike, fl. 1694–1738, var en fransk språkmästare vid Lunds universitet.

## Biografi
Pierre Allegre var reformert och tvingades därför fly sitt ursprungsland Frankrike och gå i exil i England, där han vistades i flera år. Runt 1694 anlände han till Sverige som privatlärare i språk, en yrkesbana som så småningom förde honom till Lund. År 1700 bad han om tillstånd att få undervisa i franska vid Lunds universitet, en begäran som dock avslogs. Istället tillbringade han åren 1700–1703 som privatlärare i staden, där han 1702 högtidstalade på franska vid universitetets firande av segern vid Kliszów.
År 1703 verkade det dock som att Allegre till slut skulle få undervisa vid universitetet. Andreas Riddermarck, som sedan år 1685 innehaft språkmästartjänsten som en del av professuren i matematik, befordrades då till professor i juridik, något som satte frågan om språkexercitierna vid Lunds universitet i nytt ljus. Frågan var delikat; för det första var det oklart om Riddermarck innehade tjänsten i egenskap av professor i matematik eller som ett personligt nådevedermäle, och för det andra var det oklart om Riddermarck över huvud taget skulle vilja släppa ifrån sig språkmästartjänsten, sin befordran till trots. Merparten av konsistoriets ledamöter ansåg dock att upprätthållandet av språkmästartjänsten dels skulle inkräkta på Riddermarcks professorsgärning och dels var under en professors i juridik värdighet; exempelvis förväntades språkmästaren uppsöka studenterna i sina bostäder och vara tillgänglig för dem i sin egen. Och skulle det inte vara oanständigt om professor Riddermarck började ge de andra professorernas döttrar språkundervisning på tu man hand?
Redan tidigt i diskussionen hade Allegres namn dykt upp som en möjlig efterträdare till Riddermarck; fransmannen karaktäriserades som en "nychter, sedig och stadig Man", kunnig i franska, latin och "det för Theologiae Studiosis så nyttige och nödige Engelska Språket", och därmed en värdig språkmästare. Hans reformerta tro var förvisso ett möjligt problem, men då dansmästare Louis de Creaux och den tidigare språkmästaren Melchior de Lascaris båda varit katoliker så var en reformert språkmästare absolut ingen omöjlighet. Konsistoriet hänsköt ärendet till universitetskansler Nils Gyldenstolpe, som efter att ha inhämtat Riddermarcks åsikt i frågan beslöt att posten var vakant och att Allegre kunde tillträda, men att Riddermarck skulle uppbära språkmästarlönen även för år 1703. Den 11 augusti 1703 kunde därför Pierre Allegre tillträda som universitetets språkmästare.
Allegres språkmästararbete gick dock trögt. Universitet gav honom endast "bord och stol", han hade stora problem med att över huvud taget få sin lön utbetald och till råga på allt brann hans hus ner år 1711. År 1727 fick han privilegiet att granska alla franskspråkiga publikationer vid Lunds universitet. Han fortsatte på språkmästarposten till 1738, då han begärde avsked på grund av hög ålder. Vid hans avgång hade konsistoriet endast goda vitsord att lämna om hans tjänstegärning, och han erhöll avsked med halva lönen. Han efterträddes som språkmästare av sin svärson Israel Treutiger.
Hans son, assessor Carl Ludvig Allegre, drev sedermera ett tobaksspinneri med tillhörande tobaksplantage i Lund.

### Fotnoter
1. 1 2 3 4 5 6 7 8 9 10  Elisabet Hammar, Franskundervisningen i Sverige fram till 1807 : Undervisningssituationer och lärare. Stockholm & Uppsala: Föreningen för svensk undervisningshistoria, 1981, s. 100.
2. 1 2  Martin Weibull & Elof Tegnér, Lunds universitets historia 1668-1868, band 2. Lund: C.W.K. Gleerups förlag, 1868, s. 430.
3. 1 2  Ingar Bratt, Engelskundervisningens framväxt i Sverige : Tiden före 1850. Uppsala: Föreningen för svensk undervisningshistoria, 1977, s. 53.
4. 1 2 3  Ingar Bratt, Striden om språkmästartjänsten vid Lunds universitet år 1703 : Utdrag ur större konsistoriets protokoll från våren och sommaren 1703 med inledning och kommentarer. Lund: Lunds universitet, tvåbetygsuppsats i idé- och lärdomshistoria, 1973, s. VII.
5. ↑  Ingar Bratt, Striden om språkmästartjänsten vid Lunds universitet år 1703 : Utdrag ur större konsistoriets protokoll från våren och sommaren 1703 med inledning och kommentarer. Lund: Lunds universitet, tvåbetygsuppsats i idé- och lärdomshistoria, 1973, s. IX.
6. ↑  Ingar Bratt, Striden om språkmästartjänsten vid Lunds universitet år 1703 : Utdrag ur större konsistoriets protokoll från våren och sommaren 1703 med inledning och kommentarer. Lund: Lunds universitet, tvåbetygsuppsats i idé- och lärdomshistoria, 1973, ss. IX, 12-20.
7. ↑  Ingar Bratt, Striden om språkmästartjänsten vid Lunds universitet år 1703 : Utdrag ur större konsistoriets protokoll från våren och sommaren 1703 med inledning och kommentarer. Lund: Lunds universitet, tvåbetygsuppsats i idé- och lärdomshistoria, 1973, s. 16.
8. ↑  Ingar Bratt, Striden om språkmästartjänsten vid Lunds universitet år 1703 : Utdrag ur större konsistoriets protokoll från våren och sommaren 1703 med inledning och kommentarer. Lund: Lunds universitet, tvåbetygsuppsats i idé- och lärdomshistoria, 1973, ss. IX, 17f.
9. ↑  Ingar Bratt, Striden om språkmästartjänsten vid Lunds universitet år 1703 : Utdrag ur större konsistoriets protokoll från våren och sommaren 1703 med inledning och kommentarer. Lund: Lunds universitet, tvåbetygsuppsats i idé- och lärdomshistoria, 1973, ss. IX, 17.
10. ↑  Ingar Bratt, Striden om språkmästartjänsten vid Lunds universitet år 1703 : Utdrag ur större konsistoriets protokoll från våren och sommaren 1703 med inledning och kommentarer. Lund: Lunds universitet, tvåbetygsuppsats i idé- och lärdomshistoria, 1973, ss. IX, 22f.
11. ↑  Ingar Bratt, Striden om språkmästartjänsten vid Lunds universitet år 1703 : Utdrag ur större konsistoriets protokoll från våren och sommaren 1703 med inledning och kommentarer. Lund: Lunds universitet, tvåbetygsuppsats i idé- och lärdomshistoria, 1973, ss. IXf, 23.
12. 1 2 3 4  Ingar Bratt, Striden om språkmästartjänsten vid Lunds universitet år 1703 : Utdrag ur större konsistoriets protokoll från våren och sommaren 1703 med inledning och kommentarer. Lund: Lunds universitet, tvåbetygsuppsats i idé- och lärdomshistoria, 1973, s. xi.
13. ↑  Eva Helen Ulvros, Dansens historia : Dans och lek i Sverige. Lund: Historiska media, 2004.
14. ↑  Ingar Bratt, Engelskundervisningens framväxt i Sverige : Tiden före 1850. Uppsala: Föreningen för svensk undervisningshistoria, 1977, s. 55.
15. ↑  Föreningen Gamla Lund, Fullständigt personregister över Gamla Lunds årsskrifter 1919-2012, s. 6.
16. ↑  Svensk tobakshistoria, Tobaksarkivet, "Allegre, Carl Ludvig".

### Internetkällor
- Föreningen Gamla Lund, Fullständigt personregister över Gamla Lunds årsskrifter 1919-2012 (Länk)
- Svensk tobakshistoria, Tobaksarkivet, "Allegre, Carl Ludvig" (Länk)